# Itália Fascista
A Itália fascista, também denominada como regime de Mussolini, ditadura de Benito Mussolini ou ditadura fascista, é o período da história da Itália do governo do Duce Benito Mussolini e do desenvolvimento do fascismo. O fascismo foi um movimento político autoritário do século XX que surgiu no Reino de Itália após a Primeira Guerra Mundial. Nasceu em parte como reação à Revolução Russa de 1917 e às fortes lutas dos trabalhadores e seus sindicatos, culminando no biennio rosso, e em parte pela controvérsia sobre a sociedade liberal-democrática que emergiu a partir da experiência da Primeira Guerra Mundial.
A palavra fascismo tem origem na palavra latina fasces, e na italiana fascio que significam "feixe". O feixe de lenha amarrado (feixe lictório) foi um símbolo muito usado na Roma Antiga. Simbolizava a força na união, segundo a metáfora de que um galho sozinho pode ser quebrado, porém unidos tornam-se bem resistentes. Benito Mussolini resgatou esse símbolo ao fundar o Partido Nacional Fascista em 1921. O símbolo desse partido era o feixe de lenha com um machado, tendo de pano de fundo as cores da bandeira italiana.

## História

### Origem
Mussolini fundou o movimento fascista em 23 de março de 1919, numa reunião feita na cidade de Milão. Entre os membros fundadores estavam os líderes revolucionários sindicalistas Agostino Lanzillo e Michele Bianchi. Em 1921, os fascistas passaram a desenvolver um programa que exigia a república, a separação da Igreja do Estado, um exército nacional, um imposto progressivo para heranças e o desenvolvimento de cooperativas.
O estado fascista de Mussolini foi estabelecido aproximadamente uma década antes da chegada de Hitler ao poder na Alemanha. Tanto um movimento como um fenômeno histórico, o fascismo italiano foi, em muitos aspectos, uma reação à falha aparente do laissez-faire e ao medo dos movimentos de esquerda, apesar de que as circunstâncias na história intelectual devem ser consideradas, como o abalo do positivismo e o fatalismo generalizado do pós-guerra na Europa. Apesar de na prática, o fascismo italiano tenha privatizado uma série de empresas e os proprietários das empresas serem livres para organizar a produção como quisessem, a sua atividade no mercado foi objeto de forte controle estatal, na verdade a privatização não reduziu significativamente a intervenção do Estado na economia.
O fascismo foi de certa forma o resultado de um sentimento geral de ansiedade e medo dentro da classe média na Itália do pós-guerra, que surgiu no seguimento da convergência de pressões inter-relacionadas de ordem econômica, política e cultural. Sob o estandarte desta ideologia autoritária e nacionalista, Mussolini foi capaz de explorar os medos perante o capitalismo numa era de depressão pós-guerra, a ascensão cada vez mais rápida de uma esquerda mais revolucionária, e um sentimento de vergonha nacional e de humilhação que resultaram da "vitória mutilada" da Itália nos tratados de paz pós Primeira Guerra Mundial. Tais aspirações nacionalistas não realizadas (ou frustradas) manchavam a reputação do liberalismo e do constitucionalismo entre muitos setores da população italiana. Adicionalmente, tais instituições democráticas nunca cresceram ao ponto de se tornarem firmemente enraizadas na nova nação-estado.
À medida que essa mesma depressão do pós-guerra fez crescer a sedução pelo comunismo entre o proletariado urbano, ainda mais desprovido de direitos do que os seus contrapartes no continente, o receio relativamente à força crescente do sindicalismo, o comunismo e o socialismo proliferaram entre a elite e a classe média. De certa forma, Benito Mussolini preenchia um vácuo político. O fascismo emergiu como uma "terceira via" — como a última esperança da Itália para evitar o colapso iminente do "fraco" liberalismo italiano, e a revolução comunista.
Ao mesmo tempo que falhava em delinear um programa coerente, o fascismo evoluiu para um novo sistema político e econômico que combinava o corporativismo, o totalitarismo, nacionalismo, e anticomunismo num estado desenhado por forma a unir todas as classes num sistema capitalista, mas um novo sistema capitalista no qual o estado detinha o controlo da organização de indústrias vitais. Sob a bandeira do nacionalismo e poder estatal, o fascismo parecia sintetizar o glorioso passado romano com uma utopia futurista.
A sedução pelo movimento, a promessa de um capitalismo mais ordenado após uma era de depressão econômica do pós-guerra, no entanto, não se confinava à Itália ou mesmo à Europa. Por exemplo, uma década mais tarde, quando a Grande Depressão originou uma queda da economia brasileira, uma espécie de protofascismo iria emergir como reação aos problemas socioeconômicos, e consciência nacionalista do estatuto periférico da economia do Brasil. O regime de Getúlio Vargas adotou uma extensa influência fascista com a Constituição do Estado Novo, redigida por Francisco Campos, eminente jurista filiado ao Partido Fascista Brasileiro.

### Partido e manifesto fascista

Marcha sobre Roma em outubro de 1922.

Fundado como uma associação nacionalista (Fasci di Combattimento) de veteranos da Primeira Guerra Mundial em Milão a 23 de março de 1919, o movimento fascista de Mussolini converteu-se num partido nacional (o Partido Nacional Fascista) após ter ganho 35 assentos nas eleições ao parlamento de maio de 1921. Inicialmente tendo elementos ideológicos da direita, ele alinhava pelas forças conservadoras pela sua oposição às ocupações a fábricas italianas de setembro de 1920.
Apesar dos temas da reforma social e econômica no Manifesto Fascista inicial de junho de 1919, o movimento foi apoiado por seções da classe média, receosos do socialismo e do comunismo, enquanto industriais e donos de terra viram-no como uma defesa contra a militância trabalhista. Sob a ameaça de uma "Marcha sobre Roma fascista", Mussolini assumiu em outubro de 1922 a liderança de um governo de coligação de direita incluindo inicialmente membros do partido popular, pró-Igreja.
Em 28 de outubro de 1922, as milícias fascistas iniciam a Marcha sobre Roma, promovendo uma passeata de cerca de 50 mil fascistas em Roma. Pressionado, o rei Vítor Emanuel III convoca Mussolini para chefiar o governo em uma Itália que atravessa uma grave crise econômica e financeira, marcada por uma elevada inflação, agravada por grande agitação social, com greves e manifestações de trabalhadores urbanos e rurais.

### Consolidação
O regime de Mussolini pode ser dividido em duas fases:
- Consolidação do Fascismo (1922 a 1924) — Benito Mussolini governa de forma conciliatória, não se sobrepondo ao poder do rei Vítor Emanuel III. Paralelamente, fortalece as organizações fascistas com a fundação das Milícias de Voluntários para a Segurança Nacional, também denominado "Camisas negras". Utilizando todos os métodos possíveis, inclusive da fraude eleitoral, os fascistas garantiram a vitória do Partido nas eleições parlamentares em abril de 1924;
- Ditadura Fascista (1925 a 1943) — Entre 1925 e 1926, com o apoio do rei, dos empresários e do Exército, Mussolini promove uma ampla perseguição política, impondo o Partido Nacional Fascista como partido único, e iniciando a ditadura fascista. Os sindicatos dos trabalhadores passam a ser controlados pelo Estado; é criado um tribunal especial para julgar crimes considerados ofensivos à segurança do Estado; a censura é instaurada; os partidos de oposição são dissolvidos; milhares de pessoas são presas e outras expulsas do país. A OVRA, a polícia secreta fascista, utiliza os mais terríveis tipos de violência na perseguição aos opositores.

A transição para uma ditadura assumida foi mais gradual do que na Alemanha uma década mais tarde. Apesar de, em julho de 1923, uma nova lei eleitoral ter dificultado a constituição de uma maioria parlamentar fascista, o assassínio do deputado socialista Giacomo Matteotti, onze meses mais tarde, mostrou os limites da oposição política. Em 1926 os movimentos de oposição tinham sido declarados ilegais, e em 1928 a eleição ao parlamento era restrita a apenas candidatos aprovados pelos fascistas.

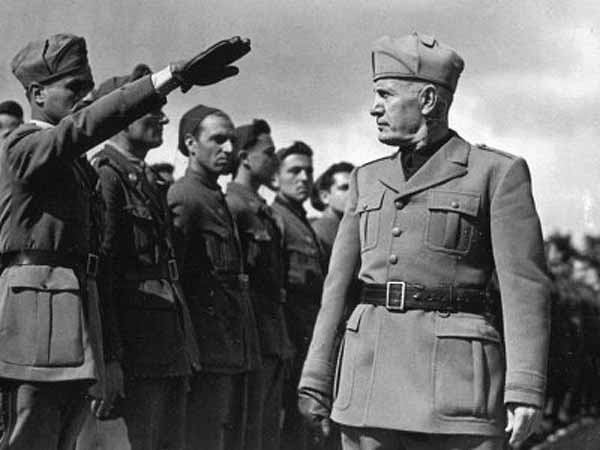
Mussolini com suas tropas na Etiópia.

Entre 1926 e 1932, estudos publicados no pós-guerra mostram que os tribunais especiais para julgamento de crimes políticos decretaram sete condenações à pena de morte, 257 a penas de dez ou mais anos de prisão, 1.360 a penas de prisão mais brandas, além das condenações ao exílio, não quantificadas.
O feito político mais duradouro deste regime foi talvez o Tratado de Latrão de fevereiro de 1929 entre o Estado italiano e a Santa Sé, pelo qual ao Papa foi concedida a soberania sobre a Cidade do Vaticano e recebeu a garantia do livre exercício do catolicismo como a única religião do estado em toda a Itália em retorno da sua aceitação da soberania italiana sobre os anteriores domínios do Papa. Os sindicatos e associações de trabalhadores foram reorganizados em 1934 em 22 corporações fascistas combinando trabalhadores e empregadores por setor econômico, cujos representantes em 1938 substituíram o parlamento como a "Câmara de Corporações". O poder continuava investido no Grande Conselho Fascista, o corpo governativo do movimento. Nos anos 1930, a Itália se recuperava da Grande Depressão, e obtinha o crescimento econômico em parte pela substituição de importações pela produção doméstica (Autarchia).
A drenagem dos pântanos de Pontine a sul de Roma, empestados de malária, foi um dos orgulhos badalados do regime. Mas o crescimento foi minado pelas sanções internacionais impostas à Itália no seguimento da invasão da Etiópia em outubro de 1935 (a Segunda Guerra Ítalo-Etíope), e pelo forte esforço financeiro que o governo fez para apoiar militarmente os nacionalistas de Franco na Guerra Civil Espanhola. O isolamento internacional e o seu envolvimento comum na Espanha vão fazer ressaltar uma crescente colaboração diplomática entre a Itália e a Alemanha Nazi. Isto fez-se refletir também nas políticas domésticas do regime fascista italiano, sendo as primeiras leis antissemitas passadas em 1938.

### Colapso

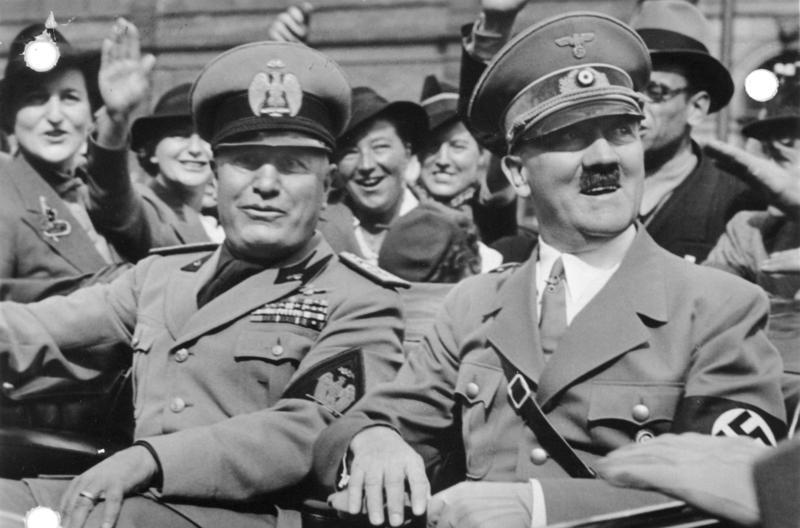
Benito Mussolini (à esquerda) e Adolf Hitler (à direita) caminhando em Berlim, em 1937.

A intervenção da Itália (com início em 10 de junho de 1940) na Segunda Guerra Mundial como aliado da Alemanha trouxe o desastre militar e resultou na perda das colónias no norte e leste africanos bem como a invasão britano-estadunidense da Sicília em julho de 1943 e o sul de Itália em setembro de 1943.
Mussolini foi demitido como primeiro-ministro pelo rei Vítor Emanuel III da Itália a 25 de julho de 1943, e subsequentemente preso. Foi libertado em setembro por paraquedistas alemães e instalado como chefe de uma "República Social Italiana" fantoche em Salò, no norte da Itália, então ocupado pela Alemanha. Sua política econômica é a socialização. A sua associação com o regime de ocupação alemão erodiu muito do pouco apoio que lhe restava. A sua execução sumária em 28 de abril de 1945 por guerrilheiros, durante uma fase final da guerra particularmente violenta, foi vista por muitos observadores então como o final apropriado para o seu regime.
Após a guerra, os resquícios do fascismo italiano reagruparam-se largamente sob a égide do "Movimento Social Italiano" (MSI) neofascista. O MSI coligou-se em 1994 com a antiga "Democracia Cristã" conservadora para formar a Aliança Nacional (AN), que proclama o seu compromisso com o constitucionalismo, o governo parlamentar e pluralismo político.

## Doutrina política e social

O duce Benito Mussolini.

Na segunda parte do texto, acerca da "Doutrina Política e Social" do fascismo, Mussolini começa por traçar o itinerário do seu pensamento e ação. Ponto de partida, o Socialismo; ponto de chegada, o fascismo. Até ao inverno de 1914, Mussolini é um socialista. Em 1919, quando são lançados os fasci em Milão, não têm uma doutrina, mas têm um programa e, sobretudo, têm a "fé". Rejeitam o socialismo reformista de Eduard Bernstein, integrando a "esquerda revolucionária" que privilegia a "doutrina da acção". Depois da guerra, o Socialismo reformista estaria já morto como doutrina. Nessa altura, com as expedições punitivas da Itália decorrendo em pano de fundo, os fasci estavam confrontados com várias forças políticas — "liberais, democratas, socialistas, maçons, e com o Partito Popolare" —, e respectivas doutrinas. Isto enquanto enfrentavam vários problemas; como o da relação entre o indivíduo e do Estado; o da relação entre autoridade e liberdade; e o problema nacional italiano.
Entre a Marcha sobre Roma (outubro de 1922) e os anos 1926, 1927, e 1928, o fascismo foi sendo espelhado nas leis e instituições do regime fascista. A doutrina do fascismo é apresentada por Mussolini como um produto do seu exercício do poder na Itália dos anos 1920. Em 1932, por fim, o fascismo estaria já definido como regime e como doutrina.
Neste texto, em 1932, Mussolini começa por negar três ideias-chave:
1. O pacifismo;
2. O internacionalismo;
3. A equação "bem-estar = felicidade".

Mas nega também três doutrinas políticas modernas que lhe são anteriores: o socialismo, o liberalismo e a democracia.
Estas doutrinas têm a sua própria história, que Mussolini enuncia com brevidade: do socialismo utópico (Charles Fourier, Robert Owen, Conde de Saint-Simon) saíra o socialismo científico de Karl Marx; do Iluminismo do século XVIII saíra o liberalismo do século XIX; do enciclopedismo saíra a doutrina democrática. Cada uma dessas doutrinas terá chegado ao século XX, superando as respectivas origens em resposta a novas necessidades.

Segundo Mussolini, o fascismo estaria agora a abrir uma nova época realizando uma síntese doutrinária que a todas superaria. Encontrara um campo de doutrinas em ruína, a partir das quais construíra um novo edifício: 
"O fascismo, das ruínas das doutrinas liberal, socialista, e democrática, extrai aqueles elementos que têm ainda um valor de vida."
Diz-nos pouco acerca do que aproveita, mas esclarece o que rejeita. O fascismo, segundo Mussolini, do socialismo científico rejeita o materialismo histórico (determinismo económico) e o conceito de luta de classes; do liberalismo, recusa a economia e a política, e tanto por razões doutrinárias como por razões históricas (a Itália sofrera a derrocada sob o liberalismo); da democracia, recusa o sufrágio universal que "dá ao povo a ilusão de ser soberano, enquanto a verdadeira e efectiva soberania está noutras forças irresponsáveis e secretas". Até 1922, o fascismo fora republicano; o dilema república ou monarquia estaria porém já ultrapassado. Uma invocação histórica justifica o argumento, fazendo-nos pensar uma vez mais em Giuseppe Mazzini: "A República Romana foi morta por uma República irmã, a da França".
O fascismo de Mussolini vinha colocar uma concepção da "vida como luta" no centro da sua doutrina; afirma-se "pragmático", no seu desejo de poder, desejo de viver, na sua atitude face à violência, na afirmação da violência como valor. "Activismo, quer dizer nacionalismo, futurismo, fascismo." Para Mussolini, assim como o século XIX fora o século do indivíduo, o século XX seria o século do Estado. Foram referidas acima as ideias essenciais da sua doutrina do Estado. Mas falta citar a "iluminação pré-fascista" de Ernest Renan, que a teria motivado:
"A razão, a ciência — dizia Renan, que teve uma iluminação pré-fascista numa das suas Meditações filosóficas — são produtos da humanidade, mas querer a razão directamente pelo povo e através do povo é uma quimera. Não é necessário pela existência da razão que todo o mundo a conheça. Em todo o caso se tal iniciação se devesse fazer não seria feita através da baixa democracia, que parece conduzir à extinção da alta cultura, e da mais elevada disciplina. O princípio de que a sociedade existe somente para o bem-estar e a liberdade dos indivíduos que a compõem não parece estar em conformidade com os planos da natureza, planos nos quais a espécie só é tomada em consideração e o indivíduo parece sacrificado. É de temer fortemente que a última palavra da democracia assim entendida (…) não seja um estado social no qual uma massa degenerada não teria outra preocupação que gozar os ignóbeis prazeres do homem vulgar."

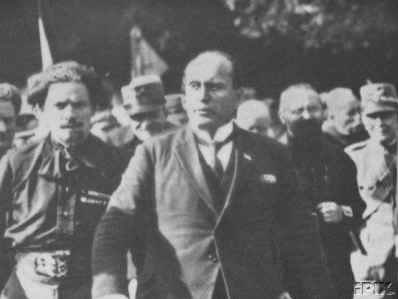
Benito Mussolini (centro) e Italo Balbo (esquerda) durante a Marcha sobre Roma.

O último parágrafo do texto explica a razão de ser da sua doutrina: o Estado fascista é uma vontade de potência e de império. A tradição romana é aqui uma ideia de força.
Benito Mussolini, num discurso proferido na Câmara dos Deputados no dia 26 de maio de 1927, disse uma frase que define concisamente a ideologia do fascismo: "Tudo no Estado, nada fora do Estado, nada contra o Estado". Em 1928, na "Autobiografia" ditada a Richard Washburn Child, Mussolini disse que estudou muito o risorgimento e o desenvolvimento da vida intelectual italiana depois de 1870, que "meditou muito com os pensadores alemães", que admirava os franceses, e que um dos livros que mais o tinha interessado fora "A Psicologia das Multidões" de Gustave Le Bon. Colocando-se o problema da revolução, Mussolini rejeitava o bolchevismo, e que, a ser realizada uma revolução em Itália, esta deveria ser "tipicamente italiana", firmando-se "nas dimensões magnificentes das ideias de Giuseppe Mazzini e com o espírito de Carlo Pisacane".
Mais tarde, num artigo da Enciclopedia Italiana, de 1931, escrito por Giovanni Gentile e Benito Mussolini, o fascismo é, além de explicitado nas suas principais linhas filosóficas, descrito como uma doutrina cujo "fundamento é a concepção do Estado, da sua essência, das suas competências, da sua finalidade. Para o fascismo o Estado é um absoluto, perante o qual indivíduos e grupos são o relativo. Indivíduos e grupos são "pensáveis" enquanto estejam no Estado". Nesse texto, Mussolini identifica, "no grande rio do fascismo", as correntes que nele vão desaguar e que terão as suas fontes em Georges Sorel, Charles Péguy e Hubert Lagardelle, do Movimento Socialista, e nos sindicalistas italianos, que, entre 1904 e 1914, teriam trazido um novo tom ao ambiente do socialismo italiano — Angelo Oliviero Olivetti da Pagine Libere, Paolo Orano, de La Lupa e Enrico Leone, de Divenire sociale.
Em 1932, Mussolini diz que o fascismo terá recebido muitas influências, mas que estas não constituíram o fascismo: "um partido que governa totalitariamente uma nação, é um fato novo na história". E acrescenta que "não há pontos de referência ou de comparação" com os seus antecessores. No entanto, Mussolini diz também no mesmo texto que o francês Ernest Renan teve "iluminações pré-fascistas" e que o fascismo fez seu o duplo conselho de Mazzini: "Pensamento e Acção".
Entre os antecessores, em 1932, "Renan e Mazzini são afinal os únicos autores a quem Mussolini aceita pagar algum tributo intelectual." Com estas ressalvas, Mussolini insiste no entanto em proclamar a "novidade do fascismo", apresentando, em apêndice (edição de 1935), as referências que remetem para os seus próprios discursos e textos. Mussolini diz-nos também neste texto o que o fascismo não é. O fascismo não se filia no pensamento contrarrevolucionário: Mussolini não toma "Joseph de Maistre como seu profeta"; Mussolini diz que o fascismo respeita a Igreja mas recusa a sua religião, a "eclesiolatria", como lhe chama.

### Ideias fundamentais

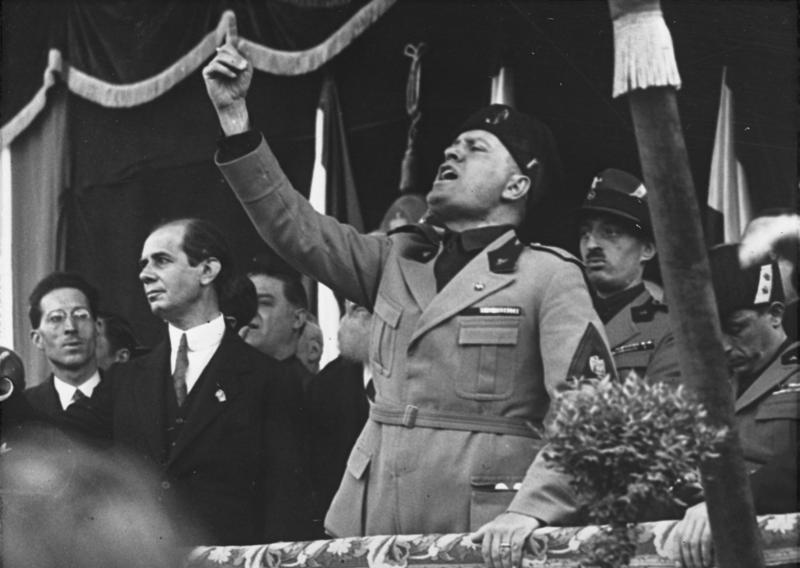
Benito Mussolini dando um discurso em Milão em 1930. Fonte: Bundesarchiv.

Sob o título "ideias fundamentais", os assuntos surgem distribuídos por 13 parágrafos, mas com as notas arrumadas no anexo em 11 títulos:
- 1. Concepção filosófica. Apresenta o fascismo como ação (prática) e pensamento (ideia) político. Considera que toda a ação é contingente ao espaço e ao tempo, havendo no seu pensamento um "conteúdo ideal que a eleva a fórmula de verdade na história superior do pensamento".[nota 9] Diz que "para se conhecer os homens é preciso conhecer o homem; e para conhecer o homem é preciso conhecer a realidade e as suas leis";[nota 10] não há um conceito de Estado que não seja uma concepção da vida e do mundo;
- 2. Concepção espiritual. É a partir de uma "concepção espiritual" que o homem é definido pelo fascismo. Na sua concepção, o homem é um "indivíduo que é nação e pátria";[nota 11] há, na sua perspectiva, "uma lei moral que liga os indivíduos e as gerações numa tradição e numa missão";[nota 12]
- 3. Concepção positiva da vida como luta. A sua "concepção espiritual" define-se por oposição ao materialismo filosófico do século XVIII; sendo antipositivista, é porém positiva ([nota 13]); não é céptica, nem agnóstica, nem pessimista.[nota 14] Pretende o homem activo e impregnado na acção com toda a sua energia. O que se aplica ao indivíduo, aplica-se à nação;
- 4. Concepção ética. Tem uma concepção ética da vida, "séria, austera, religiosa";[nota 15] o fascismo desdenha a vida "cômoda";
- 5. Concepção religiosa. O homem é visto numa relação imanente com uma lei superior, com uma Vontade objectiva que transcende o indivíduo particular e o eleva a membro de uma sociedade espiritual;[nota 16]
- 6. Concepção histórica e realista. O homem é visto como um ser na história, num fluxo contínuo em processo de evolução; tem no entanto uma visão "realista", não partilhando o optimismo do materialismo filosófico do século XVIII que via o homem a caminho da "felicidade" na terra;
- 7. O indivíduo e a liberdade. A concepção fascista é definida como "anti-individualista", colocando o Estado antes do indivíduo;[nota 17] o liberalismo negou o Estado no interesse dos indivíduos particulares, o fascismo reafirma o Estado como a verdadeira realidade do indivíduo.[nota 18] Para o fascismo, tudo está no Estado — a sua concepção é totalitária.[nota 19] Para o fascismo, fora do Estado não há valores humanos ou espirituais;
- 8. Concepção do Estado corporativo. "Não há indivíduos fora do Estado, nem grupos (partidos políticos, associações, sindicatos, classes)";[nota 20] defende um corporativismo no qual os interesses são conciliados na unidade do Estado;[nota 21] diz-se contrário ao socialismo que reduz o movimento histórico à luta de classes e, analogamente, é também contrário ao sindicalismo;
- 9. Democracia. O fascismo opõe-se à democracia que entende a nação como a maioria, descendo o seu nível ao maior número; o fascismo considera-se no entanto como "a mais pura forma de democracia se o povo for considerado do ponto de vista da qualidade em vez da quantidade", como uma "multidão unificada por uma ideia, que é vontade de existência e de potência: consciência de si, personalidade".[nota 22] O fascismo defende "uma democracia organizada, centralizada, autoritária", exercida através do partido único;
- 10. Concepção do Estado. Para o fascismo a nação não cria o Estado; é o Estado que cria a nação. Considera o Estado como a expressão de uma "vontade ética universal", criadora do direito, e "realidade ética". Na sua concepção é o Estado "que dá ao povo unidade moral, uma vontade, e portanto uma efectiva existência";[nota 23]
- 11. Realidade dinâmica. Na concepção fascista o Estado deve ser o educador e o promotor da vida espiritual. Para alcançar o seu objetivo, quer refazer não a forma da vida humana, mas o conteúdo, o homem, o carácter, a fé.[nota 24]

A filosofia do fascismo, tal como a definiu Mussolini, é assim uma filosofia essencialmente moderna e modernista.

### Definição
Umberto Eco
Assim Umberto Eco descreve o fascismo italiano:
1. O culto da tradição. "Basta olhar para o programa de cada movimento fascista para encontrar os principais pensadores tradicionalistas. A gnose nazista foi nutrida por elementos tradicionalistas, sincretistas e ocultistas."
2. A rejeição do modernismo. "O Iluminismo, a Era da Razão, é visto como o início da depravação moderna. Nesse sentido, Ur-Fascismo pode ser definido como irracionalismo."
3. O culto da ação pela ação. "A ação, sendo bonita em si, deve ser tomada antes, ou sem, qualquer reflexão anterior. Pensar é uma forma de emasculação."
4. Desacordo é traição. "O espírito crítico faz distinções, e distinguir é um sinal do modernismo. Na cultura moderna, a comunidade científica elogia o desacordo como uma forma de melhorar o conhecimento".
5. Medo da diferença. "O primeiro apelo de um movimento fascista ou prematuramente fascista é um apelo contra os intrusos. Assim, Ur-Fascismo é racista por definição".
6. Apelo à frustração social. "Uma das características mais típicas do fascismo histórico foi o apelo a uma classe média frustrada, uma classe que sofre de uma crise econômica ou sentimentos de humilhação política e assustada pela pressão dos grupos sociais mais baixos".
7. A obsessão com um enredo. "Os seguidores devem se sentir sitiados. A maneira mais fácil de resolver o enredo é o apelo à xenofobia."
8. O inimigo é forte e fraco. "Por uma mudança contínua do foco retórico, os inimigos são ao mesmo tempo demasiado fortes e demasiado fracos."
9. O pacifismo está trabalhando com o inimigo. "Para um Ur-Fascista não há luta pela vida, mas a vida é vivida pela luta".
10. Desprezo pelos fracos. "O elitismo é um aspecto típico de qualquer ideologia reacionária".
11. Todo mundo é educado para se tornar um herói. "Na ideologia Ur-Fascista, o heroísmo é a norma. Esse culto ao heroísmo está estritamente ligado ao culto da morte".
12. Machismo e armamento. "O machismo implica desdém para as mulheres e intolerância e condenação de hábitos sexuais não padronizados, da castidade à homossexualidade".
13. Populismo seletivo. "Há no nosso futuro um populismo de TV ou Internet, no qual a resposta emocional de um grupo selecionado de cidadãos pode ser apresentada e aceita como a Voz do Povo".
14. Ur-Fascismo é simplista e proselitista. "Todos os livros didáticos nazistas ou fascistas usavam um vocabulário empobrecido e uma sintaxe elementar, a fim de limitar os instrumentos para o raciocínio complexo e crítico".

Naomi Wolf
A Naomi Wolf descreve o fascismo em sociedades ocidentais inicialmente democráticas:
1. Invocar um terrível inimigo interno e externo
2. Crie um gulag
3. Desenvolver uma casta de bandidos
4. Criar um sistema de vigilância interna
5. Acossar grupos de cidadãos
6. Envolver-se em detenção e liberação arbitrárias
7. Criar bodes expiatórios
8. Controlar a imprensa
9. Fazer equivalência entre dissidência e traição
10. Colocar as garantias legais em suspenso

Paxton
São estes os 15 aspectos do fascismo segundo ele:
1. Ataque aberto à democracia
2. Apelo a um homem forte
3. Desprezo pela fraqueza humana
4. Obsessão com a hiper-masculinidade
5. Militarismo agressivo
6. Apelo à grandeza nacional
7. Desdém pelo feminino
8. Investimento na linguagem da cultura declinante
9. Desprezo dos direitos humanos
10. Supressão da dissensão
11. Propensão à violência
12. Desprezo pelos intelectuais
13. Ódio à razão
14. Fantasias de superioridade racial
15. Políticas eliminacionistas voltadas para a "limpeza social"

Laurence W. Britt
São estes 14 aspectos que gestaram uma influência mais ampla do fascismo italiano no mundo:
1. Uso amplo do discurso nacionalista
2. Desprezo pelos direitos humanos
3. Uso de bodes expiatórios como causas únicas de problemas
4. Supremacia do militarismo
5. Sexismo exacerbado
6. Mídia de massa controlada
7. Obsessão com a segurança nacional
8. Ligação entre Estado e religião
9. Propriedades privadas das grandes empresas protegidas
10. Associação de trabalhadores suprimida
11. Supressão da intelectualidade e das artes
12. Obsessão por crime e castigo
13. Corrupção exacerbada
14. Eleições fraudulentas